# Cairnsia stylifera
Cairnsia stylifera är en stekelart som beskrevs av Boucek 1988. Cairnsia stylifera ingår i släktet Cairnsia och familjen puppglanssteklar. Inga underarter finns listade.